# Leśny Ogród Botaniczny „Marszewo”
Leśny Ogród Botaniczny „Marszewo” – ogród botaniczny działający na gruntach w zarządzie Nadleśnictwa Gdańsk przy  Ośrodku Edukacji Leśnej w Marszewie w Gdyni. Zezwolenie na działalność tej placówki wydane zostało 4 sierpnia 2010 roku przez Generalnego Dyrektora Ochrony Środowiska w Polsce. Ogród jest członkiem Rady Ogrodów Botanicznych i Arboretów w Polsce. Zajmuje powierzchnię 49,69 ha. Koncepcja ogrodu opracowana została na zlecenie Nadleśnictwa Gdańsk przez pracowników naukowych Uniwersytetu Gdańskiego. Z licznych kolekcji tematycznych roślin, jako pierwszy powstał sad starych odmian drzew owocowych. W placówce realizowana jest edukacja przyrodnicza w oparciu o kolekcje roślinne, ścieżki edukacyjne i w interaktywnej sali edukacyjnej. Zajęcia, dla grup, prowadzone przez cały rok,  wymagają wcześniejszej rezerwacji online. Dla osób indywidualnych ogród jest otwarty w sezonie kwiecień – październik w dni robocze i w niedziele.
W 2016 przewidywano powstanie w ogrodzie pierwszej w Polsce ścieżki spacerowej wśród koron drzew, której jednak ze względów finansowych nie zrealizowano. W 2020 ogłoszono przetarg na realizację nowego obiektu edukacyjnego, który powstał w technologii krzyżowo klejonego drewna (CLT), zapewniającej zbliżoną wytrzymałość do budynków ze stali i beton, za to niższą masę, dużo lepsze właściwości izolacyjne (w tym ognioodporność) i korzystniejszy bilans węglowy. 

## Działy i kolekcje roślinne
Kolekcja drzew i krzewów na początku 2014 roku liczyła ponad 230 gatunków na powierzchni około 5 ha.
- Drzewa i krzewy obcego pochodzenia
- Kolekcja jeżyn i róż (planowana)
- Łąka
- Sad starych odmian
- Krzewy obrzeży lasów
- Fitocenoza lasu bukowego (buczyny)
- Rośliny runa leśnego chronione oraz zagrożone w regionie gdańskim
- Przebudowa drzewostanu na siedlisku grądu
- Fitocenoza lasu dębowo-grabowego (grądu)
- Starszy etap rozwoju drzewostanu w zalesieniu porolnym,
- Początkowy etap rozwoju drzewostanu w zalesieniu porolnym
- Sukcesja roślinności
- Żarnowczysko (planowana)
- Wrzosowisko (planowana)
- Rodzime drzewa liściaste w gradiencie wilgotnościowym
- Wilgotna łąka wraz z gatunkami chronionymi oraz zagrożonymi w skali regionu gdańskiego (planowana)
- Oczko wodne (w trakcie realizacji)
- Szuwary (planowana)
- Łozowiska oraz zarośla wierzbowe dolin rzecznych (planowana)
- Gatunki boru sosnowego (planowana)
- Gatunki muraw napiaskowych (planowana)
- Pnącza (w trakcie realizacji)
- Dziko rosnące rośliny jadalne wykorzystywane dawniej i obecnie
- Rośliny lecznicze dziko rosnące w lasach i na łąkach
- Gatunki drzew i krzewów chronione oraz zagrożone w regionie gdańskim (planowana)
- Drzewa i krzewy o znaczeniu biocenotycznym
- Wilgotna łąka (w trakcie realizacji)